# Dimitri Magnoléké Bissiki
Dimitri Magnokele Bissiki là một cầu thủ bóng đá người Congo, thi đấu ở vị trí hậu vệ cho AC Léopards.

## Sự nghiệp quốc tế
Vào tháng 1 năm 2014, huấn luyện viên Claude Le Roy, triệu tập anh vào đội hình Congo tham dự Giải vô địch bóng đá châu Phi 2014. Đội tuyển bị loại ở vòng bảng sau thất bại trước Ghana, hòa với Libya và đánh bại Ethiopia.

## Danh hiệu
AC Léopards
Vô địch
- Giải bóng đá ngoại hạng Congo (2): 2012, 2013,2014
- Cúp Liên đoàn bóng đá châu Phi: 2012

Á quân
- Siêu cúp CAF: 2013